# Donji Ljubeš
Donji Ljubeš (en serbe cyrillique : Доњи Љубеш) est un village de Serbie situé dans la municipalité d'Aleksinac, district de Nišava. Au recensement de 2011, il comptait 490 habitants.

## Démographie

### Évolution historique de la population
| 1948  | 1953  | 1961  | 1971 | 1981 | 1991 | 2002 | 2011 |
| ----- | ----- | ----- | ---- | ---- | ---- | ---- | ---- |
| 1 027 | 1 078 | 1 029 | 919  | 786  | 731  | 597  | 490  |

|  |